# Louis Antoine de Bougainville
Louis Antoine de Bougainville, född 11 november 1729 i Paris, Frankrike, död 31 augusti 1811 i Paris, var en fransk sjöfarare, greve, upptäcktsresande och författare.

## Biografi
Louis Antoine de Bougainville var son till en notarie. Han var matematiskt intresserad och skrev 1752 en uppsats om integralberäkning vilket gav honom 1756 en plats i Royal Society i London.
1753 blev han officer i den franska armén och tjänstgjorde från 1756 i Kanada som adjutant till general Louis-Joseph de Montcalm och deltog i fransk-indianska kriget (del i Sjuårskriget åren 1754 till 1763)).

### Världsomseglingen

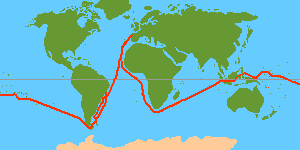
Bougainvilles resa.

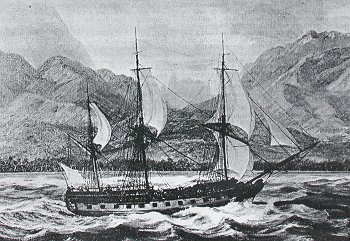
Bougainvilles skepp: La Boudeuse.

1766 erhöll han ett uppdrag av franska regeringen och kung Ludvig XV att bli förste fransmannen som genomfört en världsomsegling.
Den 5 november samma år lämnade Bougainville hamnstaden Nantes med fartygen "La Boudeuse" och "L'Étoile". Med på resan var även botanikern Philibert Commerson och dennes betjänt som senare skulle visa sig vara en kvinna vid namn Jeanne Baré.
Bougainville nådde Stilla havet 1768 genom Magellans sund och han besökte Tuamotuöarna, trodde sig ha upptäckt Tahiti ovetandes att brittiske Samuel Wallis funnit ön bara några månader tidigare.
Resan fortsatte mot Samoa, Nya Hebriderna (idag Vanuatu) och Salomonöarna och senare återupptäcke han ön Bougainville som han döpte efter sig själv.
I september 1768 nådde Bougainville Moluckerna och sedan Batavia (idag Jakarta) och nådde slutligen Saint-Malo den 16 mars 1769. Förutom att Bougainville blev den förste fransmannen som genomfört en världsomsegling blev medföljande Jeanne Baré den första kvinnan med samma bedrift.

### Senare liv
Efter hemkomsten skrev Bougainville boken Voyage autour du monde par la frégate du roi La Boudeuse et la flûte L'Étoile om resan som publicerades 1771.
1772 utnämndes han till kungens personlige sekreterare och stred under Amerikanska revolutionen mot britterna. Napoleon I utnämnde honom 1808 till greve och medlem i Hederslegionen.
Senare drog han sig tillbaka på sitt gods i Normandie och dog i Paris 1811.

## Utmärkelser
Asteroiden 7649 Bougainville är uppkallad efter honom.